# Česká Olešná
Česká Olešná (německy Böhmisch Woleschna) je vesnice, katastrální území a část města Strmilov v okrese Jindřichův Hradec v Jihočeském kraji. Nachází se asi čtyři kilometry severozápadně od Strmilova. Je zde evidováno 115 adres. V roce 2011 zde trvale žilo 215 obyvatel. Katastrální území České Olešné má rozlohu 8,07 km². Zároveň se jedná o vůbec nejzápadnější moravskou vesnici. Slovo „Česká“ je v názvu kvůli odlišení od někdejší sousední Německé Olešné (dnes Nová Olešná). V dobách komunistického režimu došlo k malé úpravě hranice se sousedním k.ú. Nová Olešná v okolí hraničního Olešanského potoka, takže dnes Česká Olešná zasahuje i do Čech.

## Historie
První písemná zmínka o vesnici pochází z roku 1349. V dobách komunistického režimu došlo k malé úpravě hranice se sousedním k.ú. Nová Olešná v okolí hraničního Olešanského potoka, takže dnes Nová Olešná zasahuje i do Čech.

## Obyvatelstvo
| Rok            | 1869 | 1880 | 1890 | 1900 | 1910 | 1921 | 1930 | 1950 | 1961 | 1970 | 1980 | 1991 | 2001 | 2011 | 2021 |
| -------------- | ---- | ---- | ---- | ---- | ---- | ---- | ---- | ---- | ---- | ---- | ---- | ---- | ---- | ---- | ---- |
| Počet obyvatel | 559  | 591  | 578  | 533  | 544  | 556  | 479  | 368  | 479  | 392  | 339  | 337  | 308  | 215  | 218  |
| Počet domů     | 70   | 70   | 72   | 72   | 72   | 80   | 91   | 99   | 98   | 93   | 80   | 107  | 108  | 111  | 112  |

## Obecní správa
Při sčítání lidu v letech 1850–1979 Česká Olešná byla samostatnou obcí, se kterým patřila nejprve do okresu Dačice, ale od roku 1960 v okrese Jindřichův Hradec. Od 1. ledna 1980 je částí města Strmilov v okrese Jindřichův Hradec.

## Pamětihodnosti
- Zámek – barokní patrový zámek o dvou křídlech byl postaven ve druhé polovině 17. století. Klasicistně byl přestavěn po roce 1810.
- Kaple svaté Anny – barokní kaplička z konce 18. století
- Tůmův hrad – původně lovecký zámek ze 16. století, dnes se z něj dochovaly zbytky dvanáct metrů vysoké věže se schodištěm a se zdí na Tůmově vrchu.
- Katastrální měřičský sloup